# Trova un modo
Trova un modo è un singolo della cantante italiana Alessandra Amoroso, pubblicato il 5 ottobre 2018 come secondo estratto dal sesto album in studio 10.

## Descrizione
Il brano è stato scritto da Roberto Casalino, Dardust e Vanni Casagrande. Viene descritto come "un brano positivo che racconta di una donna consapevole che vuole dare la direzione agli incontri che la vita le dona, che si impegna a far sì che tutto sia vissuto al meglio senza lasciarsi trascinare dagli eventi… se vuoi farti amare trova un modo per entrare… per ricominciare".

## Video musicale
Il video musicale, diretto dagli YouNuts! (Antonio Usbergo e Niccolò Celaia), è stato pubblicato il 24 ottobre 2018 attraverso il canale YouTube della cantante, la quale ha anche ideato il video dove si trova su una stessa panchina ad attendere seduta per un lungo tempo, simboleggiato dal trascorrere delle stagioni.

## Tracce
Testi e musiche di Roberto Casalino, Dario Faini e Vanni Casagrande.
1. Trova un modo – 3:47

## Classifiche
| Classifica (2018) | Posizione massima |
| ----------------- | ----------------- |
| Italia            | 46                |